# Historisch Museum Ede
Het Historisch Museum Ede is een museum in het Gelderse Ede dat aandacht geeft aan het historische Edese erfgoed. Het is sinds januari 2016 gevestigd in de stadswinkel van gebouw Cultura.
In 1937 kocht de Vereeniging „Oud-Ede" een oud boerderijtje aan de Driehoek. Hier was lange tijd het museum gevestigd. Daarna was het museum tot eind 2015 gevestigd in het stationsgebouw Ede Centrum aan het Museumplein, een rijksmonument uit 1902. Omdat de eigenaar de huur tot een voor de Stichting Historisch Museum Ede onbetaalbaar bedrag verhoogde, verhuisde de instelling in januari 2016 naar de Molenstraat.
In het museum bevond zich oorspronkelijk een collectie van onder andere gereedschap, textiel (klederdracht), boeken, documenten, schilderijen, tekeningen, foto's en video's, dat door de in 1924 opgerichte Vereniging Oud Ede is verzameld. na de verhuizing ging de stichting kleinschalige exposities organiseren in cultureel centrum Cultura.

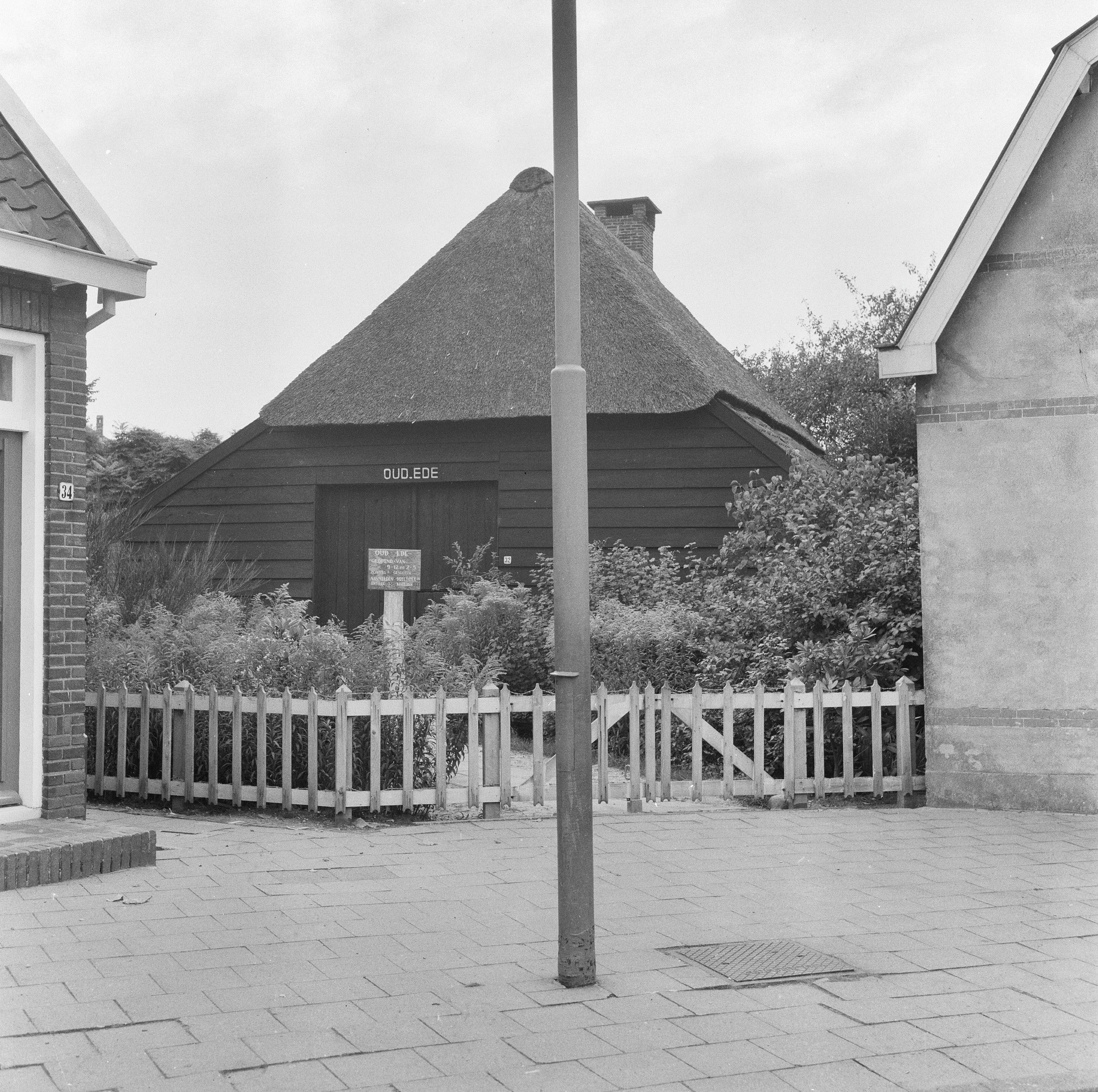
Voormalige locatie aan de Driehoek
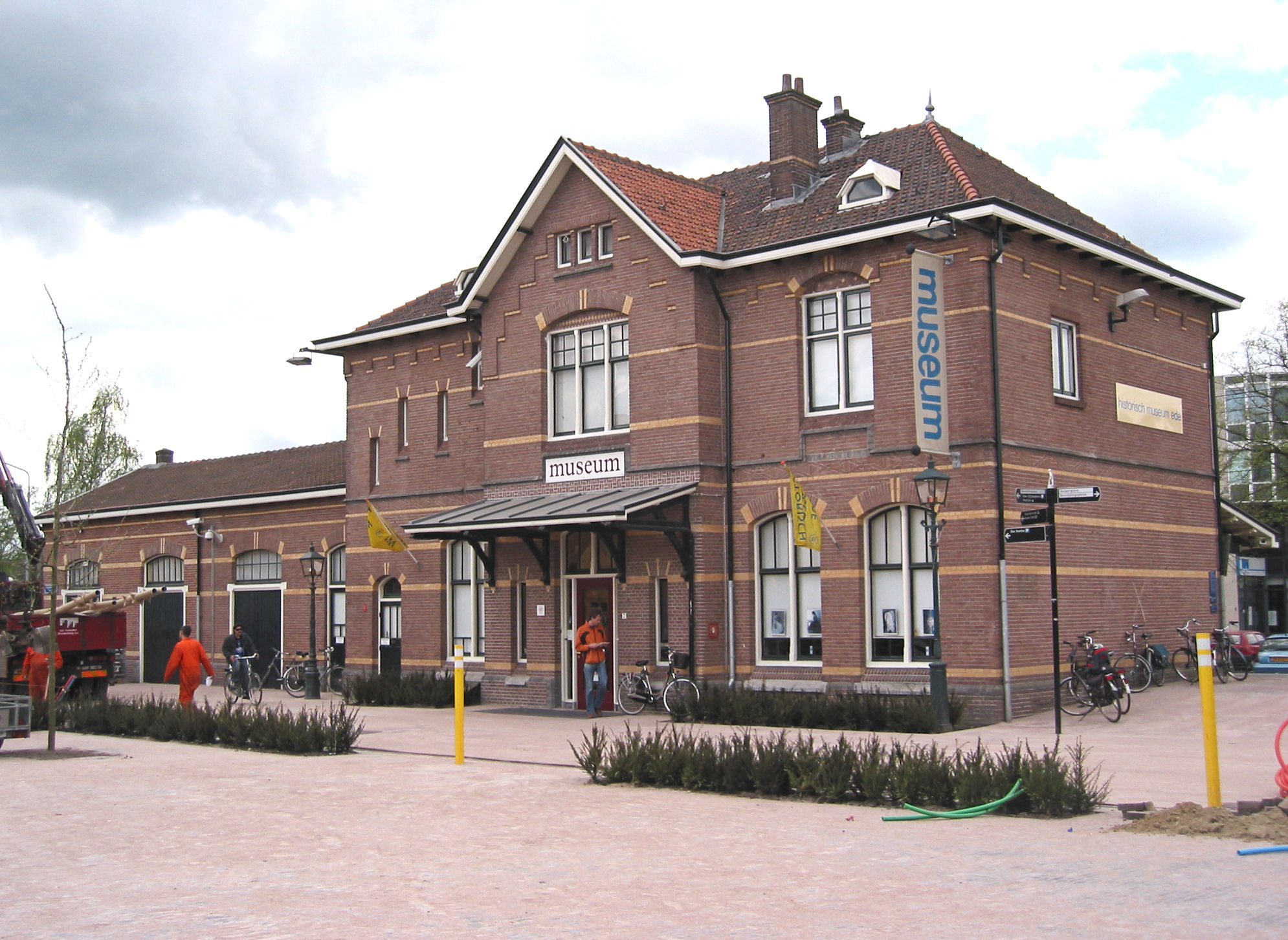
Voormalige locatie Station Ede Centrum